# Линия Кокубундзи (Сэйбу)
Линия Кокубундзи (яп. 西武国分寺線  сэйбу кокубундзи сэн) — железнодорожная линия частного японского железнодорожного оператора Seibu Railway в Токио. Линия протянулась на 7,8 километра от станции Кокубундзи в городе Кокубундзи до станции Хигаси-Мураяма в городе Хигасимураяма. Является ответвлением линии Синдзюку. 

## Описание
На линии используются электрички серий Seibu 101, 2000, и 3000. Составы раскрашены в ярко-жёлтый цвет. Все составы останавливаются на каждой станции. Время пути между двумя конечными станциями 12 минут.
За исключением участков проходящих через станции и специального разъезда Ханэсава (яп. 羽根沢信号場 ханэсава синго:дзё:) линия является однопутной. Двупутная секция позволяет пропускать до 8-ми составов в час во время наибольшей нагрузки. На станции Кокубундзи, используется только одна платформа(платформа номер 5).

## История
Линия  была открыта в 1894-м году как часть железной дороги Кавагоэ, связывающая станции Кокубундзи и Ханкавагоэ. В то время единственной промежуточной станцией на учестке пути от станции Хигаси-Мураяма до станции Кокубундзи  была станция Огава. В 1927-м году, данный участок был соединён с линией Синдзюку, на станции Хигаси-Мураяма. В 1948-м году линия была электрифицирована. Позже были открыты две дополнительные станции: Таканодай в 1948-м году и Коигакубо в 1955-м. Разъезд Ханэсава был построен в 1968-м году. С июля 2008 года, все объявления в вагонах делаются на двух языках: японском и английском. 

## Станции
| Станция        | Расстояние (км) | Пересадки                     | Расположение  | Расположение |
| -------------- | --------------- | ----------------------------- | ------------- | ------------ |
| Кокубундзи     | 0.0             | Линия Тамако, JR Линия Тюо    | Кокубундзи    | Токио        |
| Коигакубо      | 2.1             |                               | Кокубундзи    | Токио        |
| Таканодай      | 3.6             |                               | Кодайра       | Токио        |
| Огава          | 5.1             | Линия Хайдзима                | Кодайра       | Токио        |
| Хигами-Мураяма | 7.8             | Линия Синдзюку, Линия Сэйбуэн | Хигасимураяма | Токио        |